# Roger Rigorth

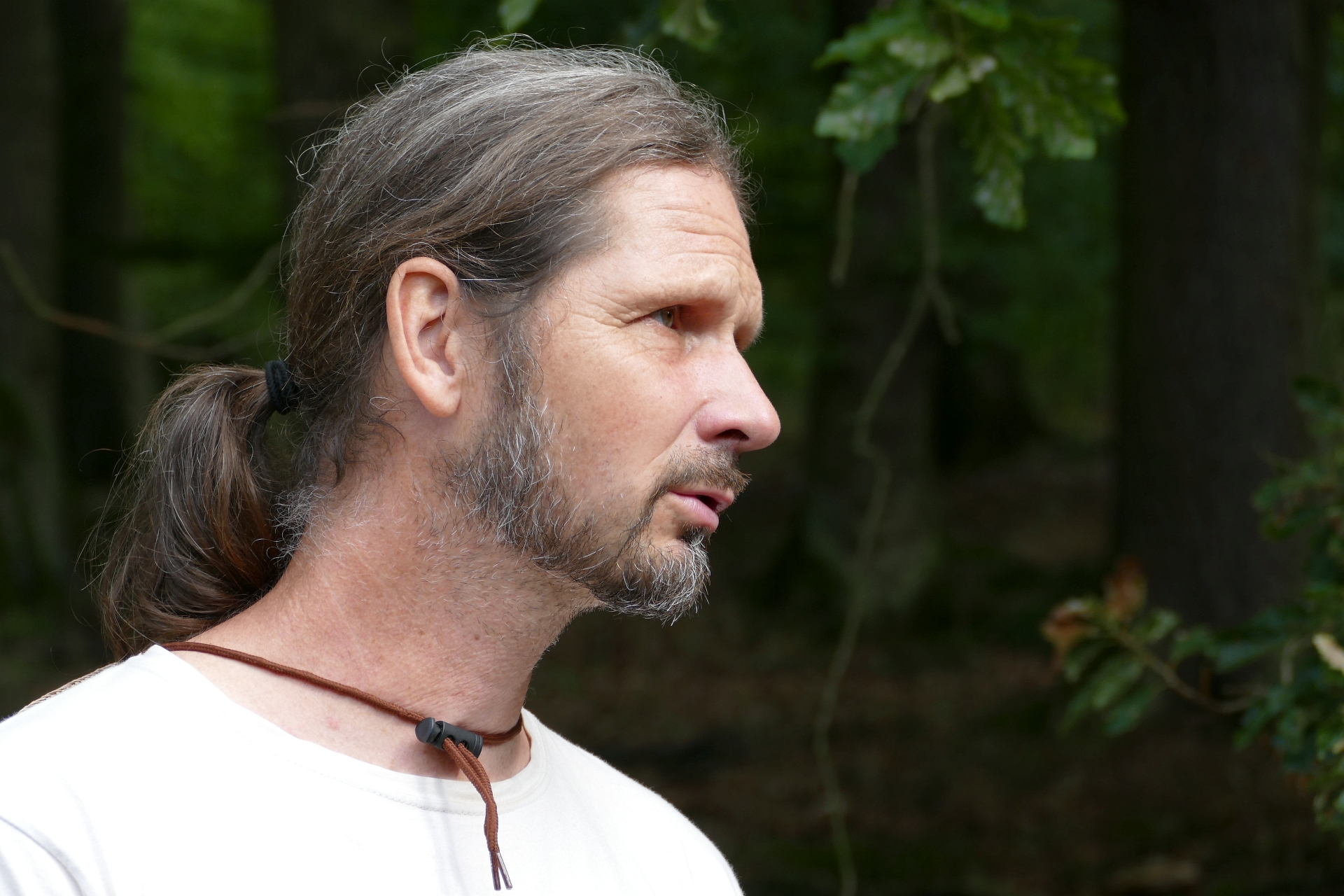
Porträt Roger Rigorth, 2017

Roger Rigorth (* 1965 in Saanen, Schweiz) ist ein deutsch-schweizerischer Bildhauer, der für seine Installationen aus vergänglichen Naturmaterialien in der Landschaft bekannt ist (siehe Naturkunst).

## Leben und Werk
Von 1987 bis 1990 machte Rigorth eine Ausbildung zum Holzbildhauer an der Berufsfachschule Michelstadt. Seit 1991 arbeitet er freischaffend als Künstler. Studienaufenthalte führten ihn 1992 nach Krakau, Polen, und 1993 nach Galway, Irland.
Seit 1996 nahm Rigorth regelmäßig an Bildhauersymposien teil, so in Australien, Dänemark, Namibia, Süd-Korea, Finnland, Frankreich, Italien, Belgien, Holland, USA, Tschechische Republik, China, Taiwan und Schweden.
Dabei entstanden Installationen und künstlerische Interventionen in der Landschaft - etwa geflochtene „Körbe“ oder Nester in Bäumen oder auf Stelzen -, die Kokons nicht unähnlich sehen. Rigorth verwendet für sie neben Holz gern Kokosfasern.
In ihrer Verbindung mit der Natur und der Landschaft spiegelt sich die Verwurzelung des Menschen in der Natur ebenso wider, wie der Wunsch nach Geborgenheit und der ökologische Aspekt zum Ausdruck kommen. Rigorth selbst spricht von vorgestellten neuen Lebens- und Kulturformen.

„Mit ihren handgedrehten Seilen, dem präzis bearbeiteten Holz, den feinst gehobelten Masten erinnern sie an altes Handwerk aus der Zeit unserer Grosseltern. Das blosse Anschauen berührt uns. (...) Sie zeigen Erdverbundenheit und Weltoffenheit. Sie gehören eindeutig ins Castello, scheinen sich hier wohl zu fühlen, erkunden aber doch die Weite.“

Im Forst bei Darmstadt schuf Rigorth anlässlich des 2. Internationalen Waldkunstpfads 2004 ein U-Boot aus Holz, das wirkt, als sei es gerade aus dem Waldboden aufgetaucht. Das etwa 20 m lange U-Boot, mit begehbarem Turm, begeisterte die Kinder so sehr, dass es dank vieler Spenden 2020 an gleicher Stelle ein zweites Mal gebaut wurde, nachdem die erste Version von 2004 wegen Witterungsschäden hatte abgebaut werden müssen.
Auch in weiteren absurden Objekten wie beispielsweise schwebenden Booten, fliegenden Löffeln, tanzenden Flügel-Mobilen oder überdimensionierten Richtmikrofonen ("Lauscher") beschäftigt sich Rigorth mit utopischen Bewegungsformen.
Bei seinem Observatorium (2010) anlässlich des Symposium Holland verband Rigorth das erste Mal Skulptur mit Architektur: die 6,50 m hohe Skulptur, für die fast 500 kg Schnur, Stroh und Heu verarbeitet wurden, steht auf dem Fundament einer ehemaligen Windmühle. Im Kokon gibt es eine Öffnung, durch die man in den Himmel schauen kann: der Blick in den Kosmos führt gleichsam von der regenerativen Energiegewinnung im Gestern (Windmühle) zu der Frage, wie die Energiegewinnung der Zukunft auf der Erde aussehen kann.
Für das Symposium International Forest Art 2015 in Chengdu, China, schuf Rigorth Barnacle - zwei 2 m hohe, mit Steinen befüllte Bambusgeflechte, die die Form kleiner Seepocken, wie man sie am Meer auf kleinen Steinen oder Muscheln findet, annehmen. Wie die kleinen Krebstiere scheinen sie mit der Außenwelt nur über die kleine Öffnung an der Spitze der Kuppel zu kommunizieren. Die Installation befindet sich oben an einem Berg, im Wald.
Die Installation Water Core (2015) ist eine Gruppe aus flaschenartigen Strukturen aus gespaltenem Bambus und Sisal, unverkleideten Gerippen gleich, im flachen Wasser. Sie entstand für das Cheng Long Wetlands International Environmental Art Project „Fragile - Handle with Care“ im Westen von Taiwan an der Formosastraße zwischen China und Taiwan. Das Cheng Long Feuchtgebiet entstand auf dem ohnehin schon niedrig gelegenen Gebiet der Gemeinde Kouhu durch langjährige Überbeanspruchung durch Grundwasserentnahme sowie durch die Öl- und Gasförderung vor der Küste, was zu einer Landabsenkung und in der Folge zu häufigen Überflutungen bei Taifunen führte, so dass die Küstenlinie sich landeinwärts verlagerte und das Land für Landwirtschaft unbenutzbar wurde. Die Menschen dort waren und sind aber angewiesen auf dieses Ökosystem für ihren Auskommen. Das Artist in Residence Programm des Kunstprojekts lädt seit 2010 Künstler aus der ganzen Welt ein, vor Ort ortsspezifische Skulpturen und Installationen zu schaffen, die sich der Umwelt widmen und die Menschen vor Ort miteinbeziehen.
Rigorth selbst sagt über das 7 m hohe Kunstwerk: »Die Idee ist ein Apfel, von dem alles gegessen wurde und nur das Kerngehäuse übrig ist. Im Gehäuse bleibt immer noch das Wichtigste zurück, die Samenkerne. Dieser Apfel ist meine Metapher für unseren Planeten, von dem viele glauben, wir hätten immer noch den ganzen Apfel. Für mich fühlt es sich eher an, als sei nicht so viel mehr denn dieses Kerngehäuse übrig. Wie auch immer, die Samenkerne sind die Hoffnung in diesem Bild, und ich habe mich entschieden, diese Gehäuse für das Wasser zu bauen, in denen die Seele des Wassers wohnt.«

„In Roger Rigorths Werken verdichtet sich Sehnsucht zu ergreifenden Wegzeichen. Sein Medium ist die Natur. Zeit, das Wachsen und der Wandel sind seine Themen.“

Rigorth lebt und arbeitet in Altheim (Münster), Kreis Darmstadt-Dieburg.
Seit 2015 ist er Mitglied der Darmstädter Sezession.

### Auszeichnungen und Preise
- 1. Preis Skulpturen im Park, Mörfelden-Walldorf, 2003
- Erster Preis „Kunst vor Ort“, Kreis Offenbach, 2006
- Pressepreis „Horizon“ Sancy, Frankreich, 2009[14]
- „Arte Laguna“, Venedig (2016)[15]
- 1. Schweizer Skulpturenpreis anlässlich der 7. Triennale für Skulpturen in Bad Ragaz 2018[16][17]

### Einzelausstellungen (Auswahl)
Zu den mit «K» gekennzeichneten Ausstellungen erschien ein Katalog.
- 1999: Roger Rigorth: 1992–1998. Galerie Kunstpunkt, DarmstadtK
- 2001: Studio-Kunsthalle Darmstadt
- 2003: Kommunale Galerie Mörfelden-Walldorf
- 2006: Paul-Ernst-Willke-Atelier, Bremerhaven; Schlosspark, Jagdschloss Kranichstein, Darmstadt[18]
- 2008: Galerie Artcore, Los Angeles, USA; Museum für Moderne Kunst, Gelsenkirchen
- 2009: Gravitation und Nomadismus: Roger Rigorth. 7. Juli bis 20. August 2009, Regionalgalerie Südhessen im Regierungspräsidium DarmstadtK
- 2011: Hauptkirche St. Jacobi, Hamburg; Kunsthaus Frankenthal, Frankenthal
- 2013: Kunstmuseum, Alingsas, Schweden
- 2016: Battaglia, Mailand, Italien
- 2017: Castel Pergine, Pergine Valsugana, Trento, ItalienK

## Werke (Auswahl)
- Fossil (2020). Das Kunstwerk am Besucherzentrum der Grube Messel entstand anlässlich der Kunstbiennale Internationaler Waldkunstpfad und ist ein Kooperationsprojekt des Besucherzentrums Weltnaturerbe Grube Messel, des GEO Naturpark Bergstraße/Odenwald und des Vereins für Internationale Waldkunst Darmstadt. Die 6,50 m hohe Skulptur stilisiert eine Wirbelsäule. Die korbartigen Elemente wurden von Rigorth und seinen Helfern vor Ort aus rund 800 m Sisal-Tauwerk an die stählerne Rippenstruktur geflochten.[19]
- Kerstvloed 1717. In Erinnerung an die Sturmflut zu Weihnachten 1717 wurde entlang des Groninger Watts, Provinz Groningen, 2017 eine Kunstroute angelegt.[20]
- Sphäre (2016), Esche, 9 m hoch. Schloss Freudenfeld, Wiesbaden. Entstanden in einer Begegnungswerkstatt mit Jugendlichen aus sieben Ländern am Hofgut Oberfeld, Darmstadt
- Green Revolution / Schwebende Archive (2010), Eichenholz, Sisal. Skulpturengarten KunstHaus am Schüberg, Ammersbek[21]
- Dona Nobis Pacem (Schenke uns Frieden) (2006). Alter Fähranleger, Klein-Krotzenburg. In dieser Arbeit beschäftigt sich Rigorth mit der Wahrnehmung von Veränderungen über große Zeiträume hinweg[22]
- Boot (2004), Eichenholz, Stahlseile. Skulpturengarten KunstHaus am Schüberg, Ammersbek[23]
- U-Boot (2004/2020), Darmstädter Forst, anlässlich des 2. Internationalen Waldkunstpfads 2004
- Lauscher (2003). Standort: Bürgerhaus Mörfelden, Mörfelden-Walldorf. Rigorth wurde mit dieser Arbeit Preisträger des Wettbewerbs Skulpturen im Park 2003
- Skulptur im Kreisverkehr Hohebergstraße Ecke Schillerstraße, Heusenstamm / Landkreis Offenbach, Auftrag der Stadt Heusenstamm

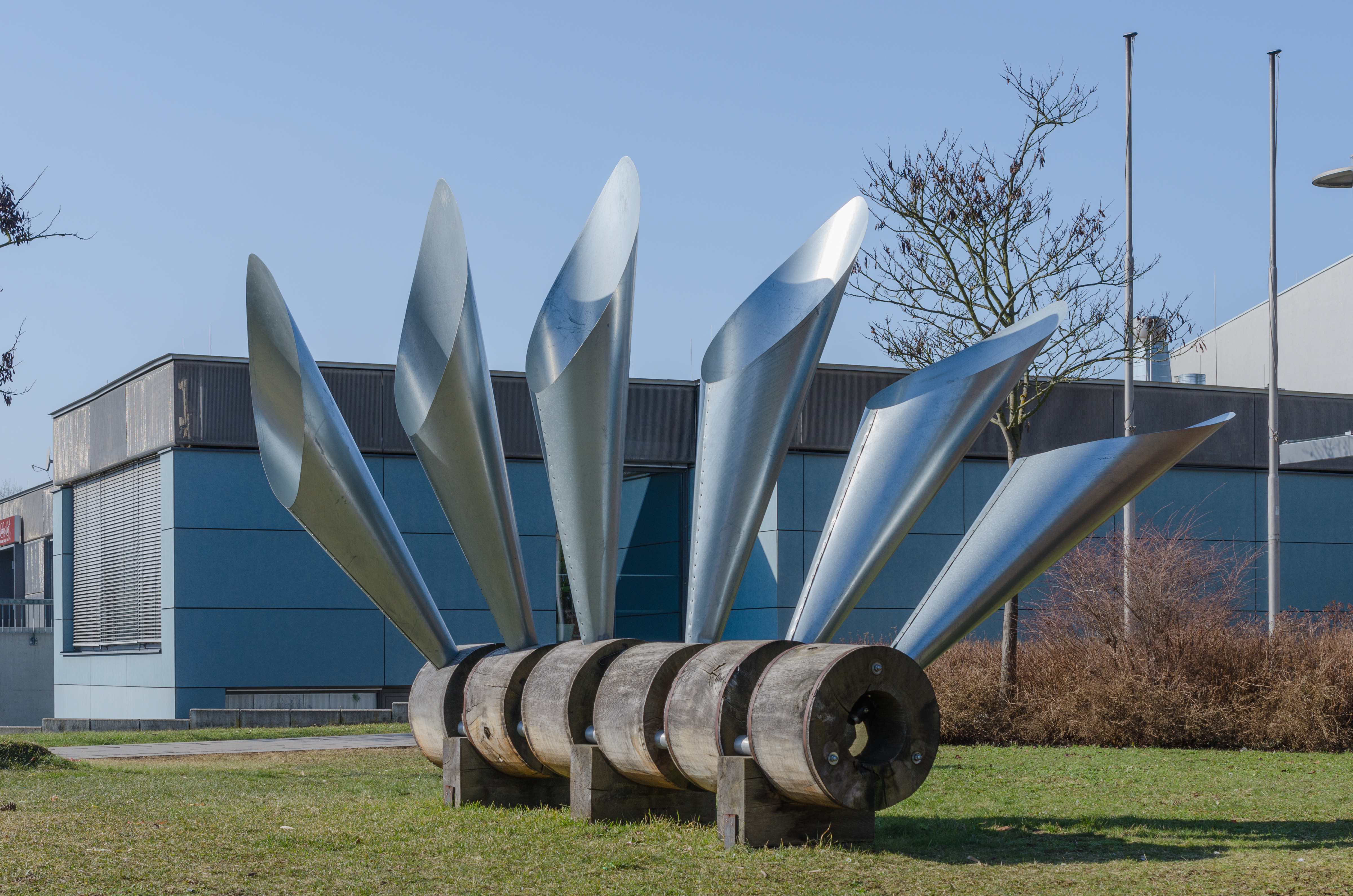
Lauscher (2003), Edelstahl und Holz. Bürgerhaus Mörfelden, Mörfelden-Walldorf
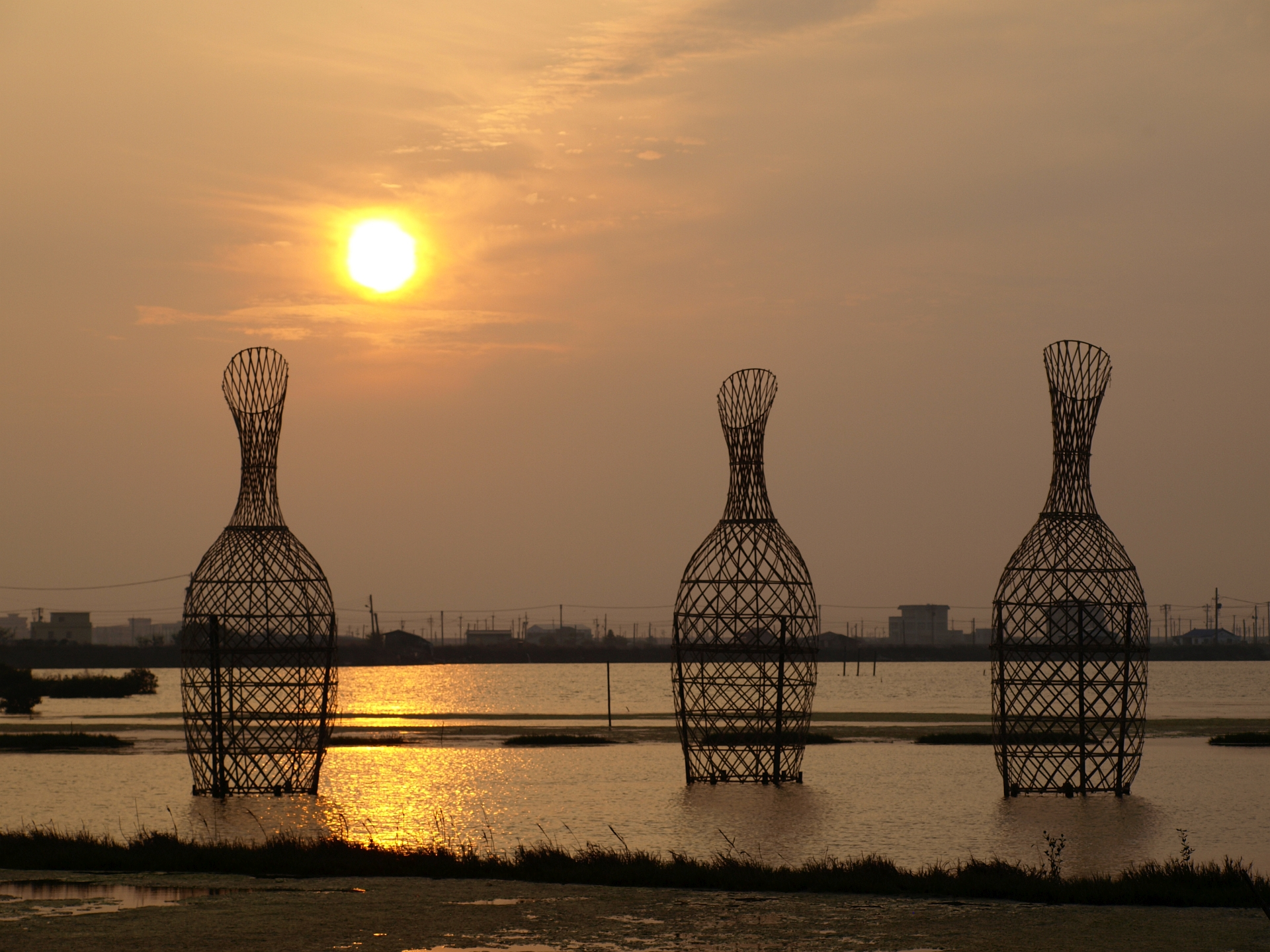
Watercore (2015). Cheng Long Wetlands International Environmental Art Projekt, Taiwan
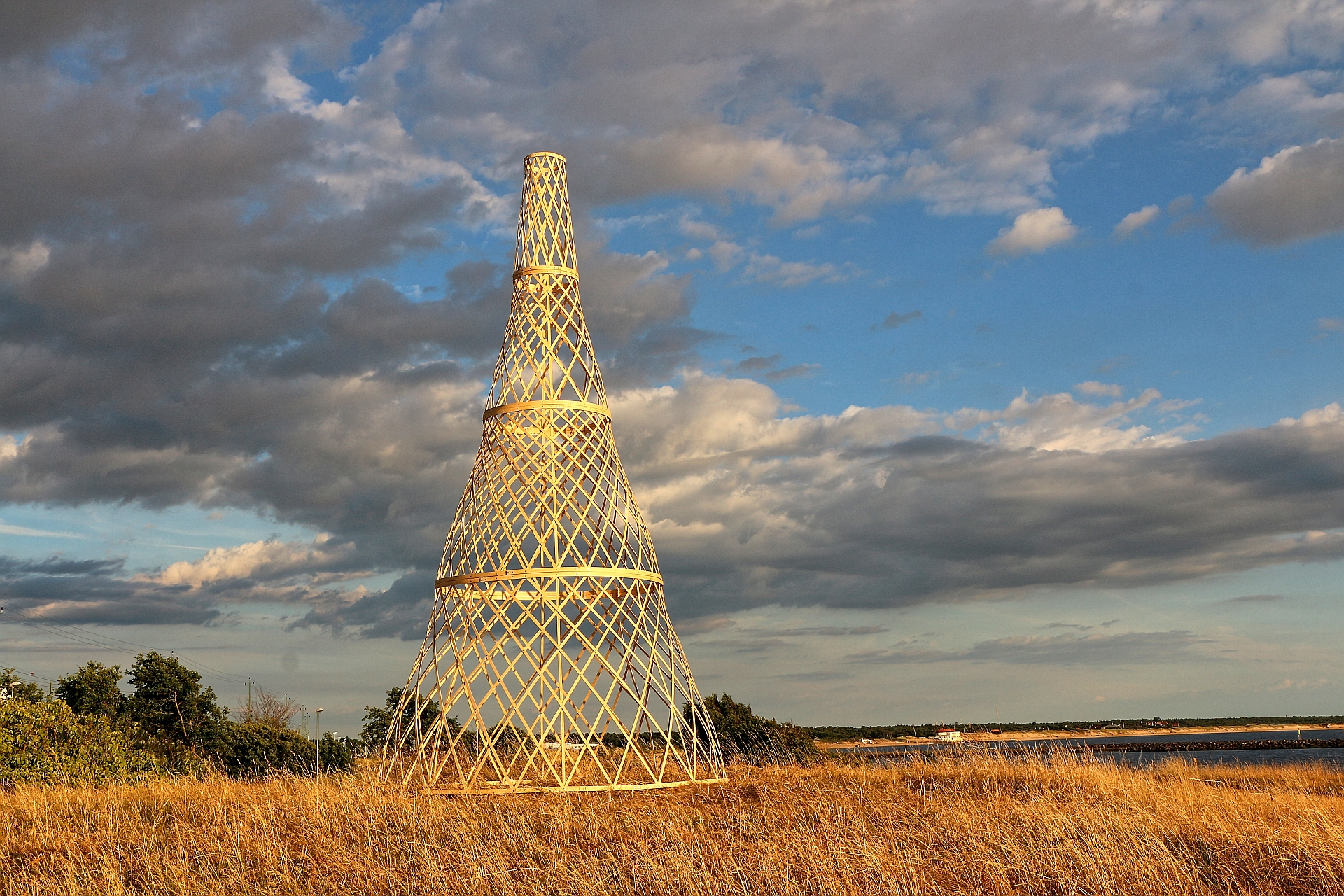
Oceanic Pidgeon Tower (2018), Eschenleisten, 7 m hoch. Engelsholm / Schweden
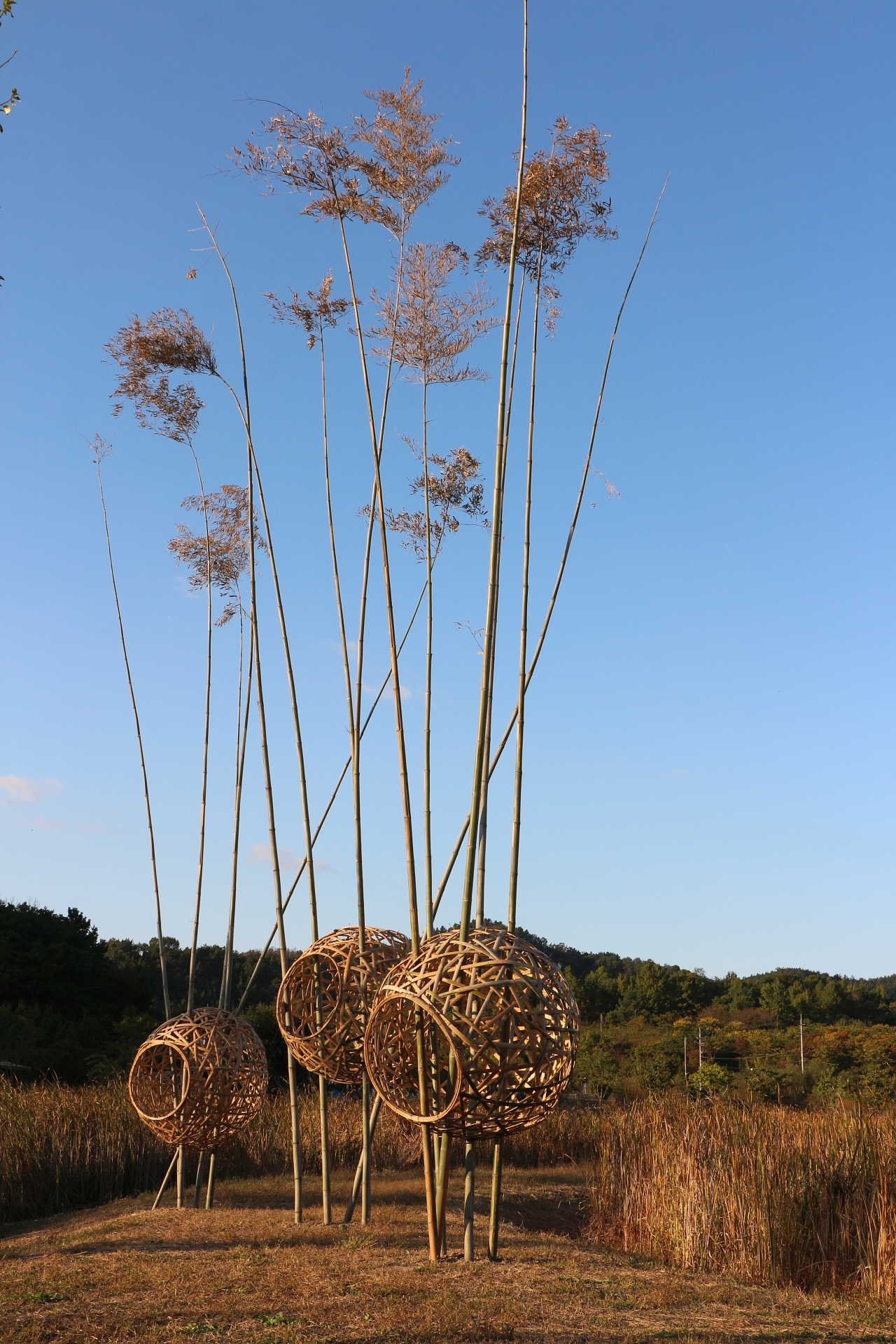
Colony of Thoughts (2019), Bambus. UPO Nature Art Festival, Changyeong, Süd-Korea
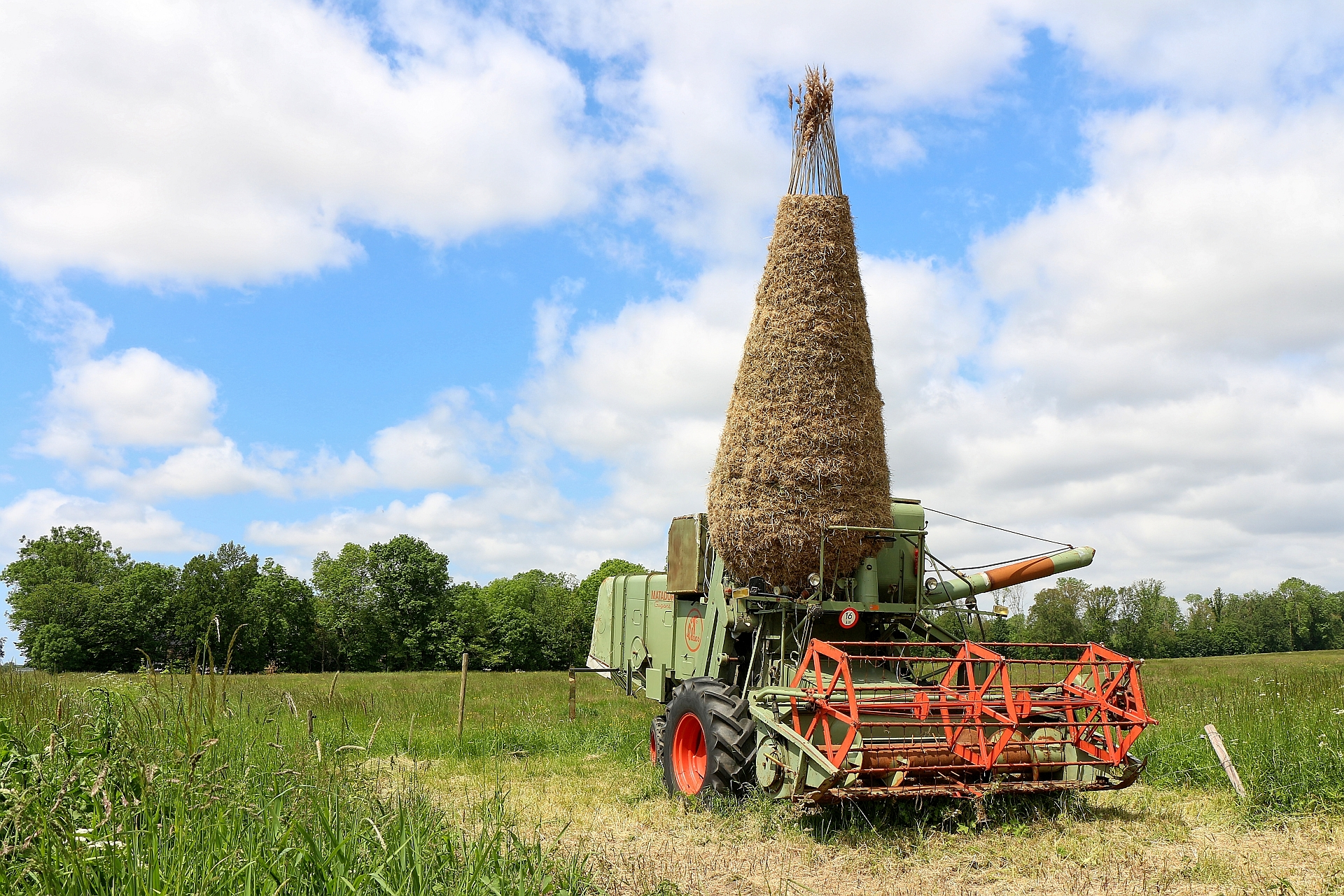
Giant Matador (2019). Land Art Event dichter op het land, Shokland / Holland